# Javier Gandolfi
Javier Marcelo Gandolfi (San Lorenzo, 12 dicembre 1980) è un allenatore di calcio ed ex calciatore argentino, di ruolo difensore, tecnico dell’Atlético Nacional.

## Carriera
Gandolfi inizia la sua carriera nel 1999 nel River Plate. Ha anche giocato per il Talleres de Córdoba nel 2003.
Il 5 dicembre 2007 è il capitano dell'Arsenal de Sarandí per la Copa Sudamericana 2007 a causa della mancanza del capitano Carlos Castiglione per la gara di ritorno della finale. Nel 2009 ha firmato un contratto con i Jaguares de Chiapas. Ha debuttato il 17 gennaio 2009 in un match contro l'Atlas. Nel 2010 si trasferisce prima in prestito, per poi essere acquistato definitivamente, al Club Tijuana, dove rimane per sei anni.
Nel 2016 torna in Argentina al Talleres (C), dove il 9 febbraio 2022, dopo 22 anni di carriera, il difensore centrale argentino si ritira dal calcio giocato.

## Statistiche

### Statistiche da allenatore
Statistiche aggiornate al 24 maggio 2024.
| Stagione            | Squadra                 | Campionato      | Campionato | Campionato | Campionato | Campionato | Coppe nazionali | Coppe nazionali | Coppe nazionali | Coppe nazionali | Coppe nazionali | Coppe continentali | Coppe continentali | Coppe continentali | Coppe continentali | Coppe continentali | Altre coppe | Altre coppe | Altre coppe | Altre coppe | Altre coppe | Totale | Totale | Totale | Totale | % Vittorie | Piazzamento       |
| Stagione            | Squadra                 | Comp            | G          | V          | N          | P          | Comp            | G               | V               | N               | P               | Comp               | G                  | V                  | N                  | P                  | Comp        | G           | V           | N           | P           | G      | V      | N      | P      | %          | Piazzamento       |
| ------------------- | ----------------------- | --------------- | ---------- | ---------- | ---------- | ---------- | --------------- | --------------- | --------------- | --------------- | --------------- | ------------------ | ------------------ | ------------------ | ------------------ | ------------------ | ----------- | ----------- | ----------- | ----------- | ----------- | ------ | ------ | ------ | ------ | ---------- | ----------------- |
| mar./ott.-dic. 2022 | Talleres (C)            | PD              | 11         | 6          | 2          | 3          | CA+CdL          | 5+1             | 3+1             | 1+0             | 1+0             | -                  | -                  | -                  | -                  | -                  | -           | -           | -           | -           | -           | 17     | 10     | 3      | 4      | 58,82      | Interim, Sub, 13° |
| 2023                | Talleres (C)            | PD              | 27         | 14         | 8          | 5          | CA+CdL          | 4+14            | 2+4             | 2+5             | 0+5             | -                  | -                  | -                  | -                  | -                  | -           | -           | -           | -           | -           | 45     | 20     | 14     | 11     | 44,44      | 2°                |
| Totale Talleres     | Totale Talleres         | Totale Talleres | 38         | 20         | 10         | 8          |                 | 24              | 10              | 8               | 6               |                    | -                  | -                  | -                  | -                  |             | -           | -           | -           | -           | 62     | 30     | 18     | 14     | 48,39      |                   |
| 2024                | Independiente del Valle | A               | 30+2       | 19+1       | 8          | 3+1        | CE              | 6               | 4               | 1               | 1               | CS                 | 8                  | 2                  | 2                  | 4                  | -           | -           | -           | -           | -           | 46     | 26     | 11     | 9      | 56,52      | 1°                |
| 2025                | Atlético Nacional       | A               | 26+6       | 13+2       | 7+2        | 6+2        | CC              | 2               | 2               | 0               | 0               | CL                 | 7                  | 3                  | 1                  | 3                  | SL          | 2           | 0           | 2           | 0           | 43     | 20     | 12     | 11     | 46,51      |                   |
| Totale carriera     | Totale carriera         | Totale carriera | 102        | 55         | 27         | 20         |                 | 32              | 16              | 9               | 7               |                    | 15                 | 5                  | 3                  | 7                  |             | 2           | 0           | 2           | 0           | 151    | 76     | 41     | 34     | 50,33      |                   |

## Palmarès

### Giocatore

#### Competizioni nazionali
- Campionato argentino: 4

River Plate: Apertura 1999, Clausura 2000, Clausura 2002, Clausura 2003

#### Competizioni internazionali
- Coppa Sudamericana: 1

Arsenal Sarandí: 2007
- Coppa Suruga Bank: 1

Arsenal Sarandí: 2008

### Allenatore

#### Competizioni nazionali
- Súper Liga: 1

Atlético Nacional: 2025